# Fire (The X-Files)
«Fire» es el duodécimo episodio de la primera temporada de la serie de televisión de ciencia ficción estadounidense The X-Files. Se estrenó en la cadena Fox el 17 de diciembre de 1993. Fue escrito por el creador de la serie Chris Carter, dirigido por Larry Shaw y con apariciones especiales de Mark Sheppard y Amanda Pays. El episodio es una historia del «monstruo de la semana», desconectada de la mitología más amplia de la serie. «Fire» obtuvo una calificación Nielsen de 6,8, siendo visto por 6,4 millones de hogares en su transmisión inicial; y recibió críticas en su mayoría positivas de los críticos.
El programa se centra en los agentes especiales del FBI Fox Mulder (David Duchovny) y Dana Scully (Gillian Anderson) que trabajan en casos relacionados con lo paranormal, llamados expedientes X. En este episodio, Mulder y Scully reciben la visita de un detective de la Policía Metropolitana que estudió en la Universidad de Oxford con Mulder; y que solicita su ayuda con un caso que involucra a un asesino en serie que tiene la capacidad de la piroquinesis.
Debido a su naturaleza, el episodio presentó muchas secuencias peligrosas utilizando fuego. En la escena en la que Mulder y L'Ively se enfrentan en cada extremo de un pasillo en la casa de la familia Marsden, y L'Ively prende fuego a todo el pasillo, Mark Sheppard, quien interpretó a L'Ively, se agachó del plano para protegerse del intenso calor. La única lesión involucrada en la producción fue cuando David Duchovny se quemó la mano, dejando una pequeña cicatriz permanente. El personaje de Phoebe Green fue considerado para ser un personaje recurrente, pero este episodio terminó siendo su única aparición.

## Argumento
En Bosham, Inglaterra, un anciano adinerado se despide de su esposa antes de irse a trabajar, pero de repente se incendia en un aparente caso de combustión espontánea humana. Su familia y el personal de la casa, incluido su jardinero irlandés, Cecil L'Ively, observan cómo muere quemado en el jardín delantero.
Más tarde, en Washington D. C., Fox Mulder y Dana Scully se encuentran con Phoebe Green, una investigadora de la Policía Metropolitana de Londres y ex amante de Mulder de la Universidad de Oxford. Green explica que un pirómano en serie está apuntando a la aristocracia británica, quemando vivas a sus víctimas sin dejar rastro de evidencia. Los únicos vínculos entre los crímenes son las cartas de amor del sospechoso a las esposas de las víctimas. Su último objetivo es Sir Malcolm Marsden, que visita Cabo Cod en busca de protección después de escapar de un ataque del asesino. Mulder y Scully visitan a un experto en pirotecnia que dice que solo el combustible para cohetes puede arder lo suficiente como para destruir la evidencia de su origen.
Mulder le dice a Scully que Green está jugando un juego mental, sabiendo que ella sabe de su debilitante miedo al fuego. Mientras tanto, L'Ively, después de haber matado a un cuidador y asumido su identidad, saluda a la familia Marsden cuando llegan a su casa de vacaciones en Cabo Cod, fingiendo un acento estadounidense. Sin que los Marsden lo sepan, «Bob el cuidador» está pintando una capa de combustible para cohetes en el exterior de la casa. L'Ively se hace amigo del conductor enfermo de la familia Marsden y se ofrece a ir a la ciudad a buscarle un poco de jarabe para la tos. Mientras está allí, usa sus habilidades piroquinéticas para quemar un bar local sin ningún motivo aparente.
En el hospital, Mulder y Green entrevistan a una testigo del incendio del bar, quien les informa de la aparente capacidad del agresor para crear fuego. El conductor de los Marsden se enferma aún más debido al jarabe para la tos envenenado proporcionado por L'Ively. Debido a su enfermedad, L'Ively es reclutado para llevar a la familia a Boston esa noche para asistir a una fiesta en un hotel de lujo. Mulder vuela a Boston para vigilar la fiesta con Green, con la esperanza de tenderle una trampa al sospechoso; Scully continúa trabajando en la recopilación de un perfil criminal del asesino.
Mulder y Green bailan durante la fiesta y luego se besan; Scully llega al hotel y los ve. También ve a L'Ively en el vestíbulo, mirándola. Se dispara una alarma de incendio después de que se inicia un incendio en la habitación de los Marsden, donde se encuentran los niños. Mulder intenta rescatarlos, pero es superado tanto por su fobia como por el humo intenso; en cambio, son salvados por L'Ively. Cuando Mulder despierta, Scully pregunta sobre «Bob», pero Green le dice que es un empleado de mucho tiempo cuyos antecedentes se verifican. Green le dice a Mulder que ella acompañará a los Marsden cuando regresen a Inglaterra al día siguiente.
Scully habla de su investigación con Mulder, sospechando que L'Ively es el pirómano; esto es confirmado por un boceto policial tomado de la descripción de la testigo. Al llegar a la casa de los Marsden, los agentes encuentran el cuerpo carbonizado del conductor en el baño antes de que el segundo piso estalle en llamas. Mulder enfrenta su fobia y puede salvar a los niños Marsden. Scully sostiene a L'Ively a punta de pistola, pero se ve obligada a bajar el arma cuando él le informa del combustible para cohetes que había pintado en la casa. Sin embargo, Green le arroja una lata de combustible para cohetes a la cara, lo que hace que pierda el control y se prenda fuego afuera.
Con el caso resuelto, Green regresa a Inglaterra con la familia Marsden. L'Ively está recluido en un centro médico mientras espera el juicio, y se recupera a un ritmo alarmante. La escena final del episodio lo muestra pidiendo un cigarrillo a una enfermera.

## Producción
El estilista del programa en la primera temporada fue Malcolm Marsden, cuyo nombre se le da al caballero amenazado en este episodio. En la escena en la que Mulder y L'ively se enfrentan en ambos extremos de un pasillo en la casa de la familia Marsden, y L'ively prende fuego a todo el pasillo, Mark Sheppard, quien interpretó a L'ively, se escabulló del plano para protegerse del intenso calor. La única lesión involucrada en la producción fue cuando David Duchovny se quemó la mano, dejando una pequeña cicatriz permanente. Las tomas exteriores del hotel fueron filmadas en el lugar del Venable Plaza Hotel en Vancouver que, casualmente, fue reconstruido después de quemarse hasta los cimientos. Las tomas interiores utilizadas para las escenas que involucraron fuego se rodaron en un escenario de sonido construido para parecerse al interior del hotel, mientras que algunas imágenes de archivo se utilizaron para establecer tomas. Las tomas exteriores de la mansión al comienzo del episodio fueron filmadas en una mansión de Vancouver que se había utilizado anteriormente en el episodio «The Jersey Devil».
El personaje de Phoebe Green fue considerado como un papel recurrente, pero este episodio terminó siendo su única aparición. Chris Carter explicó los orígenes del personaje y dijo: «Pensé que era interesante mostrar un poco de la historia de Mulder al traer de vuelta a una antigua novia. Siempre quise hacer una detective de Scotland Yard que fuera mujer. También pensé que era una oportunidad interesante para utilizar a Amanda Pays y convertirla en una villana». El productor ejecutivo Robert Goodwin consideró que el episodio «fue uno difícil. Cualquier tipo de truco de fuego es un tema importante, porque implica muchas cosas superpuestas. Fue una gran hazaña, una verdadera hazaña lógica y creativa, porque lo que quieres es que se vea bien».

## Recepción
«Fire» se estrenó en la cadena Fox el 17 de diciembre de 1993. El episodio obtuvo una calificación Nielsen de 6,8, con una participación de 12, lo que significa que aproximadamente el 6,8 por ciento de todos los hogares equipados con televisión y el 12 por ciento de los hogares que miran televisión, sintonizaron el episodio. «Fire» fue visto por 6,4 millones de hogares.
El creador de la serie, Chris Carter, calificó a «Fire» como un «episodio muy popular, y estoy algo contento con la forma en que resultó. Habiéndolo escrito e imaginado de cierta manera, creo que podría haber sido mucho mejor. Pensé que en general estaba bien dirigido, el programa me pareció muy “amplio”, muy suelto y sin algunas cosas». Una retrospectiva de la primera temporada en Entertainment Weekly calificó el episodio con una B, elogiando la «actuación candente» de Mark Sheppard, aunque indicó que el personaje «molesto» de Phoebe Green fue un detrimento del episodio, que impidió que «volaran chispas reales». Keith Phipps, que escribe para The A.V. Club, calificó el episodio con una C y lo encontró «artificial e innecesario», y sintiendo que la relación entre Mulder y Phoebe Green no era creíble. Matt Haigh, escribiendo para Den of Geek, sintió que «Fire» fue «un gran episodio», creyendo que funcionó bien para «destacar la tensión sexual entre nuestros dos protagonistas».